# 中東久人
中東久人（なかひがし ひさと、1969年3月16日 - ）は日本の料理人、旅館美山荘の四代目当主。妻は佐知子、父は三代目の吉次、姉は料理研究家の大原千鶴。

## 概要
京都市左京区花脊生まれ。幼稚園の頃から料理を作っていた。高校卒業後、ブラッドフォード大学、パリ大学でホテル経営学を学ぶ。フランスでは三ツ星レストランで修行していた。
日本への帰国後は、金沢市の料亭で2年間修行した。修行中に妻と知り合っている。1998年に、他界した父のあとを継ぎ、美山荘の四代目となった。美山荘では「摘草料理」を探求している。
料理人として、メディアに出演することもある。

## 人物

### 摘草料理
摘草料理とは、自然にある山野草、川魚などの、山の恵みを味わうことに主眼をおいた料理である。中東は、自ら山へ入り山野草を取っている。
フランスへの留学の経験から、自然や旬に基づいて、日本料理を論理的に理解し説明することに長けている。日本料理や美山荘における摘草料理を客観的に捉えることも多く、多様な価値観を受け止め、日本料理へ適応している。

## その他
2022年には、京樽の恵方巻を監修した。